# سانت‌آناستازیا
سانت‌آناستازیا (به ایتالیایی: Sant'Anastasia) یک کومونه در ایتالیا است که در استان ناپل واقع شده‌است. سانت‌آناستازیا ۱۸٫۸ کیلومتر مربع مساحت و ۲۷٬۶۶۵ نفر جمعیت دارد و ۱۵۰ متر بالاتر از سطح دریا واقع شده‌است.

## خواهرخوانده
شهر بیت‌لحم خواهرخواندهٔ سانت‌آناستازیا هست.